# Belli freschi (programma televisivo)
Belli freschi è stato un programma televisivo italiano andato in onda nell'estate 1993 in prima serata su Canale 5.

## Il programma
Il programma, condotto da Paolo Bonolis con la partecipazione di Laura Freddi in qualità di showgirl, è andato in onda durante la prima serata del mercoledì di Canale 5 dal 7 luglio 1993 all'8 settembre 1993 per dieci puntate. Ospite fisso Christian De Sica che si esibiva in sketch con lo stesso Bonolis ed in numeri di grande varietà, tra cui l'esecuzione della celebre Theme from New York, New York nella prima puntata. Eredità del varietà estivo di Canale 5 dell'anno prima Bulli e pupe il conduttore, Paolo Bonolis, reduce dalla conduzione della seconda edizione di Non è la RAI, che in questo programma ha al suo fianco una giovane Laura Freddi, futura velina e sua fidanzata in quell'anno, anch'ella proveniente da "Non è la RAI".
Lo spettacolo si articolava in una gara di esibizioni spettacolari tra sei fantasisti, illusionisti, giocolieri e maghi, che il pubblico era chiamato a osservare per poi decretare a fine puntata la migliore esibizione. Durante l'ultima puntata hanno gareggiato le nove esibizioni vincitrici delle precedenti puntate per eleggere la migliore. Spesso era solito intervenire il comico Maurizio Battista. Oltre a decretare il vincitore al termine di ogni puntata il pubblico in studio era protagonista con il gioco del limbo.
I numeri erano intervallati dagli sketch comici di Enzo Braschi e Sergio Vastano, presenti come cast fisso della trasmissione, che proponevano a fine puntata, prima della decretazione del vincitore, personaggi umoristici quali Totò e Macjello, parodia di un duo musicale presente nella trasmissione di Rai 2 "I fatti vostri", facendo una parodia di Maurizio Costanzo nel suo Maurizio Costanzo Show e infine nel corso della puntata delle scenette astratte, in uno spazio intitolato "Belli al fresco". Del cast fisso faceva anche parte il trio comico dei Trettré. La trasmissione, oltre il cast fisso, non prevedeva la presenza di ospiti se non in rari casi come nella settima puntata quando è intervenuto Nino Frassica.
I dati di ascolto della trasmissione non furono altissimi, toccando un picco 4.600.000 spettatori. Nonostante lo stesso Bonolis avesse annunciato che il programma sarebbe tornato l'anno successivo con una nuova edizione, tale non venne realizzata.